# Grosses Haus

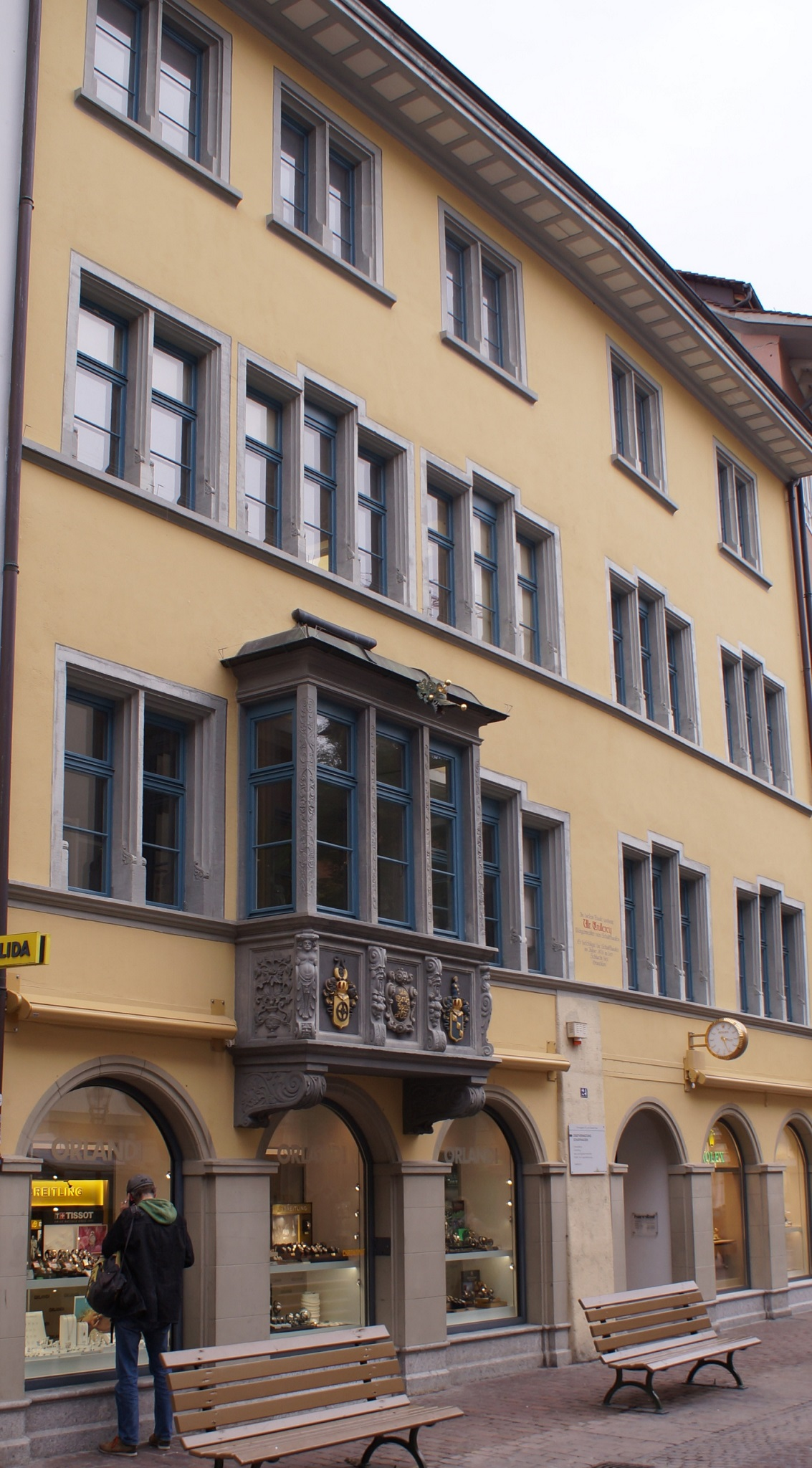
«Zum Grossen Haus» (2020)

Grosses Haus oder «Zum Grossen Haus» bezeichnet ein Kulturdenkmal in Schaffhausen. Das 1685 erheblich umgebaute Bürgerhaus ist im Kulturgüterschutz-Inventar der Schweiz als «Kulturgut von nationaler Bedeutung» (A-Objekt, KGS-Nr. 4376) klassifiziert und prägt neben dem «Turm am Ort» die östliche Seite des «Fronwagplatzes». Dieser ist Teil des «Ortsbilds von nationaler Bedeutung» im Inventar der schützenswerten Ortsbilder der Schweiz (ISOS).

## Lage
Das Gebäude (Fronwagplatz Nr. 24) steht am nördlichen Teil des bedeutenden städtischen Platzes. Die Strasse «Vorstadt» beginnt etwas weiter. Gegenüber dem hinteren Ausgang an der «Krummgasse» liegt das Stadthaus, ehemals «Haus zur Freudenquelle» (A-Objekt, KGS-Nr. 4392).

## Geschichte

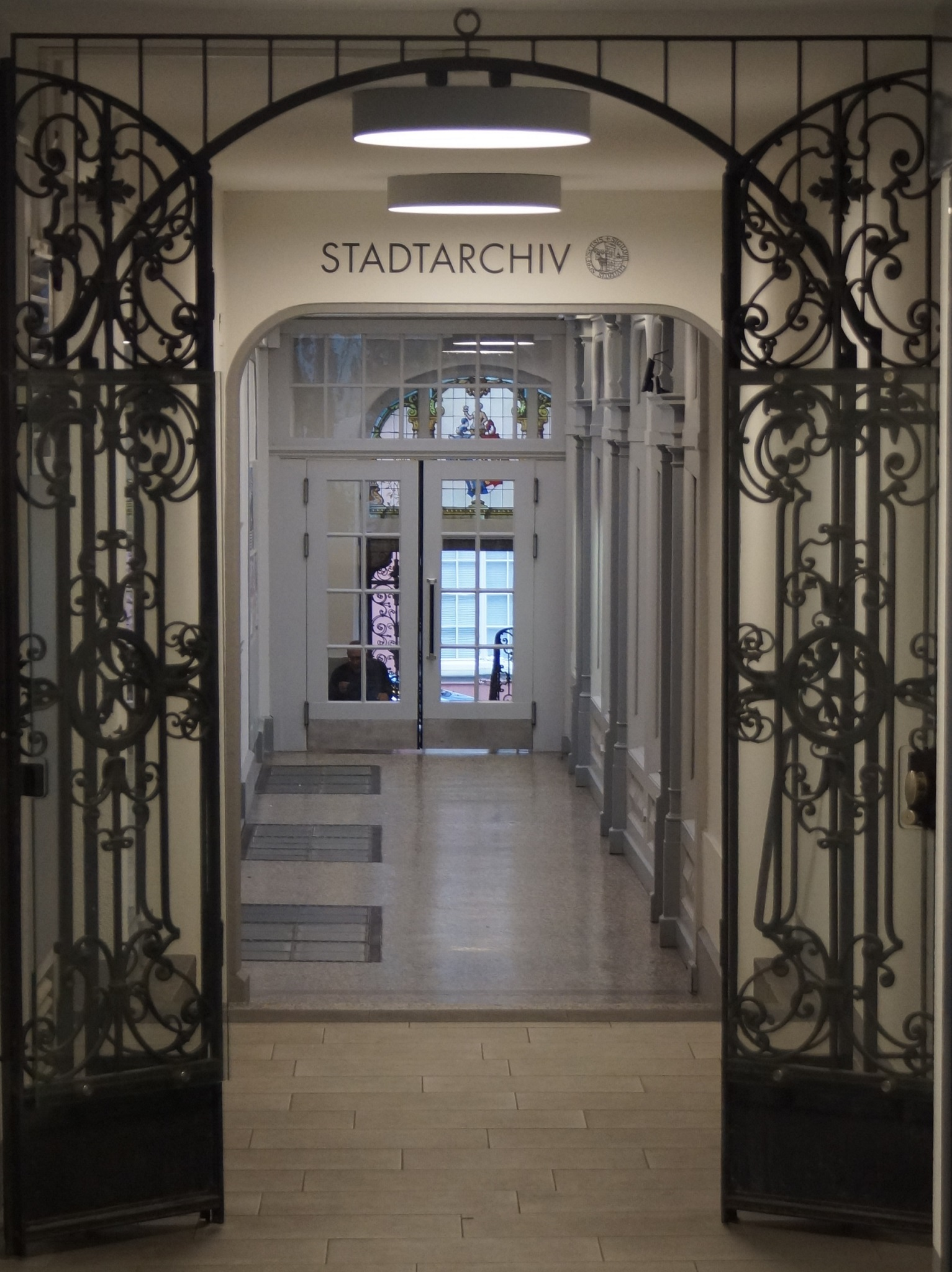
Durchgang zur «Krummgasse»

Das Doppelhaus aus dem Mittelalter wurde von 1685 bis 1687 für den Kriegsrat Hans Conrad Peyer im Hof ausgebaut und erweitert. In den Jahren 1895 und 1896 wurde das Erdgeschoss mit Arkaden für Geschäftsräume umgestaltet. Gleichzeitig erhielt das Gebäude einen öffentlichen Durchgang zur «Krummgasse». Die Stadt Schaffhausen kaufte 1921 das Anwesen an. Neben vermieteten Geschäften wird es seit 1959 durch das Stadtarchiv Schaffhausen (A-Objekt, KGS-Nr. 8378) genutzt. Im Keller entstand 1994 ein Kulturgüter-Schutzraum mit einem Fassungsvermögen von über 500 Laufmetern. Weitere Nutzer sind gegenwärtig Finanzreferat und Controlling, «Lean und digitale Innovation» sowie die Kinder- und Jugendbetreuung (Stand: September 2020).

## Beschreibung
Das Haus ist ein viergeschossiges Bürgerhaus der mit fünf Fensterachsen. Die Fenster sind Dreierfenster der Spätgotik und haben noch die alte Teilung. Die fünfte Achse und das vierte Geschoss zeigen gekoppelte Zweierfenster. Am leichten Knick in der «aussergewöhnlich breiten» Fassade und an der Anlage der Fenster ist ablesbar, dass zwei Häuser zusammengelegt wurden. Das grössere, linksseitige Haus hat einen ortstypischen Kastenerker der Barockzeit im zweiten Geschoss, der auf zwei Kragsteinen ruht. Links trägt er das Wappen «Peyer im Hof», rechts das Wappen der «Peyer (mit den Wecken)». Das Medaillon in der Mitte zeigt die Inschrift: «Zum Großen Haus. 1685». Eine weit jüngere Gedenkinschrift ist auf den Putz des Hauses aufgetragen. Sie würdigt den ehemaligen Bewohner Ulrich Trüllerey, Bürgermeister und Befehlshaber der Schaffhauser in der Schlacht bei Grandson 1476.
Die Innenausstattung des Hauses ist grosszügig. Das Treppenhaus hat hallenartige Vorplätze. Die Räume sind saalartig und mit ionischen Fenstersäulen verziert. Die Stuckdecken haben 1687 Samuel Höscheller und 1721 Johann Jakob Schärer gestaltet. Im hinteren Bereich des Durchgangs ist an der Wand ein allegorisches «Hugenottenmedaillon» angebracht, das Höscheller für die Decke eines der hinteren Zimmer gestaltet hatte.